# Cağan Irmak
Çağan Irmak (nacido el 4 de abril de 1970 en Esmirna, Turquía) es un director de cine de Turquía, así como productor y guionista. Se graduó en la universidad del Egeo como por el Departamento de Radio-TV y cinematografía.
A pesar de su corta edad, logró atrapar el interés de muchas personas en Turquía como un exitoso guionista y director. Es especialmente famoso por las series de televisión Çemberimde Gül Oya y Asmalı Konak , y por las películas Mustafa Hakkında Herşey , Babam ve Oğlum (Mi padre y mi hijo) y por Issız Adam . Las bandas sonoras de sus películas son tan famosas como sus películas.

## Filmografía
Películas:
- Bana Şans Dile (2001)
- Mustafa Hakkında Herşey (2004)
- Babam ve Oğlum (2005)
- Ulak (2007)
- Issız Adam (2008)
- Karanlıktakiler (2009)
- Prensesin Uykusu (2010)
- Dedemin İnsanları (2011)
- Tamam mıyız? (2013)
- Unutursam Fısılda (2014)
- Nadide Hayat (2015)
- Nadide Hayat (2015)
- Benim Adım Feridun (2016)
- Çocuklar Sana Emanet (2018)

Cortometrajes:
- Bana Old and Wise'ı Çal (1998)

Series de televisión:
- Şaşıfelek Çıkmazı (2000)
- Asmalı Konak (2002)
- Çemberimde Gül Oya (2004)
- Kabuslar Evi (2006)
- Yol Arkadaşım (2008)